# 九章 (量子计算机)
九章是中国科学技术大学相关技术团队研制的76个光子的量子计算原型机，于2020年12月4日宣布构建成功。2021年10月26日，113个光子144模式的量子计算原型机九章二号宣佈建成。2023年10月11日，成功構建了255個光子的量子計算原型機九章三號。
该原型机达成了量子计算研究的第一个里程碑：量子计算优越性（旧称为量子霸权）。

## 命名
以“九章”命名，是为了纪念中国最早的数学专著《九章算术》。

## 研发团队
九章量子计算原型机由中国科学技术大学潘建伟、陆朝阳等组成的研究团队与中科院上海微系统所、中国国家并行计算机工程技术研究中心共同合作研发。

## 功能
九章開發團隊稱求解5000万个样本的高斯玻色取样问题时，九章只需200秒，而富岳需6亿年；当求解100亿个样本时，九章需10小时，而富岳需1200亿年。中科大新闻稿还指出，根据目前最优的经典算法，“九章”对于处理高斯玻色取样的速度比超级计算机“富岳”快100万亿倍，并声称等效地比谷歌的超导量子比特计算机“悬铃木处理器”（Sycamore processor）快100亿倍。

## 參閱
- 祖冲之号
- 量子计算优越性

## 外部連結
- 中国の研究チームが光量子コンピューターで「量子超越性」達成 （页面存档备份，存于） （日語）